# Jonas Casimir von Eulenburg
Jonas Casimir von Eulenburg (* 6. Januar 1614 in Johannisburg; † 11. Mai 1667 in Schönberg) war ein kurbrandenburgischer Generalmajor sowie Geheimer Kriegsrat und Landrat. Zudem war er kurbrandenburger Kämmerer und Amtshauptmann von Brandenburg im Herzogtum Preußen sowie Erbherr von Schönberg und Prassen.

## Leben
Er hat in den Niederlanden und Paris studiert. Am 1. Oktober 1636 wurde er kurbrandenburgischer Kammerjunker und 1640 Kammerherr. Kurfürst Friedrich Wilhelm ernannte ihn 1644 zum Amtshauptmann von Balga, am 28. April 1645 zum Amtshauptmann von Insterburg, 1654 zum Oberst und Landvogt von Schaaken. Bei Ausbruch des Krieges von 1655–1660 stellte Eulenburg ein Wybranzen-Regiment auf, das aus 1000 Mann in sechs Kompanien bestand. Im Jahr 1656 sandte ihn der Kurfürst nach Moskau, um über ein Bündnis mit dem Zarentum Russland zu beraten. Im Jahr 1657 wurde er Amtshauptmann von Brandenburg und Landesdirektor. Im Jahr 1660 übernahm er als Landesoberst das Kommando über die preußischen Milizen, die Wybranzen. Am 25. August 1663 ernannte ihn der Kurfürst zum Generalmajor und Geheimen Kriegsrat.

## Familie
Seine Eltern waren Botho Albrecht von Eulenburg (1570–1621) und dessen Frau Elisabeth von Polenz (* 26. Juni 1590; † 8. September 1649). 
Er war mit Helene Dorothea von Brandt (* 26. Januar 1624; † 16. April 1692) verheiratet und hatte mehrere Kinder, darunter:
- Georg Friedrich  (* 12. August 1641; † 15. April 1699) ⚭ Eleonore Margarete von Goltstein (* 1646; † 22. April 1707)
- Helena Elisabeth (* 12. November 1644; † 22. August 1697) ⚭ 24. Mai 1659 Graf Johann Dietrich von Schlieben (* 26. Dezember 1638; † 10. Januar 1695) (Haus Birkenfeld)
- Gottfried, (* 1645; † 24. Oktober 1697), holländischer Oberst, ⚭ Marguerite de Toretiers († 1705)
- Katharina (* 1661; † 14. Oktober 1732)
- Wilhelm Albrecht, dänischer Hauptmann